# Vâlcelele Bune, Hunedoara
Vâlcelele Bune este un sat în comuna Bretea Română din județul Hunedoara, Transilvania, România.

## Imagini

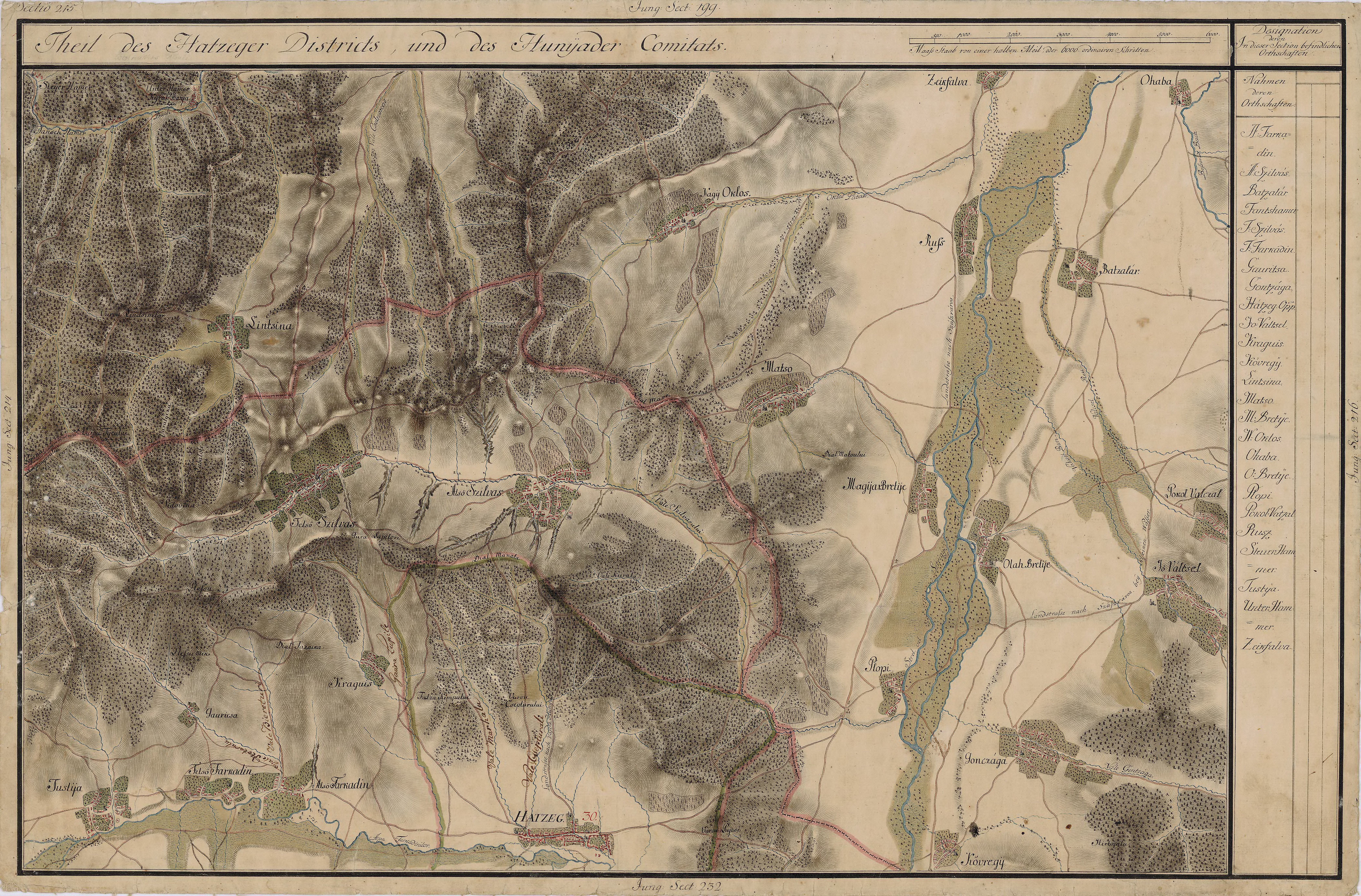
Vâlcelele Bune în Harta Iosefină a Transilvaniei, 1769-1773
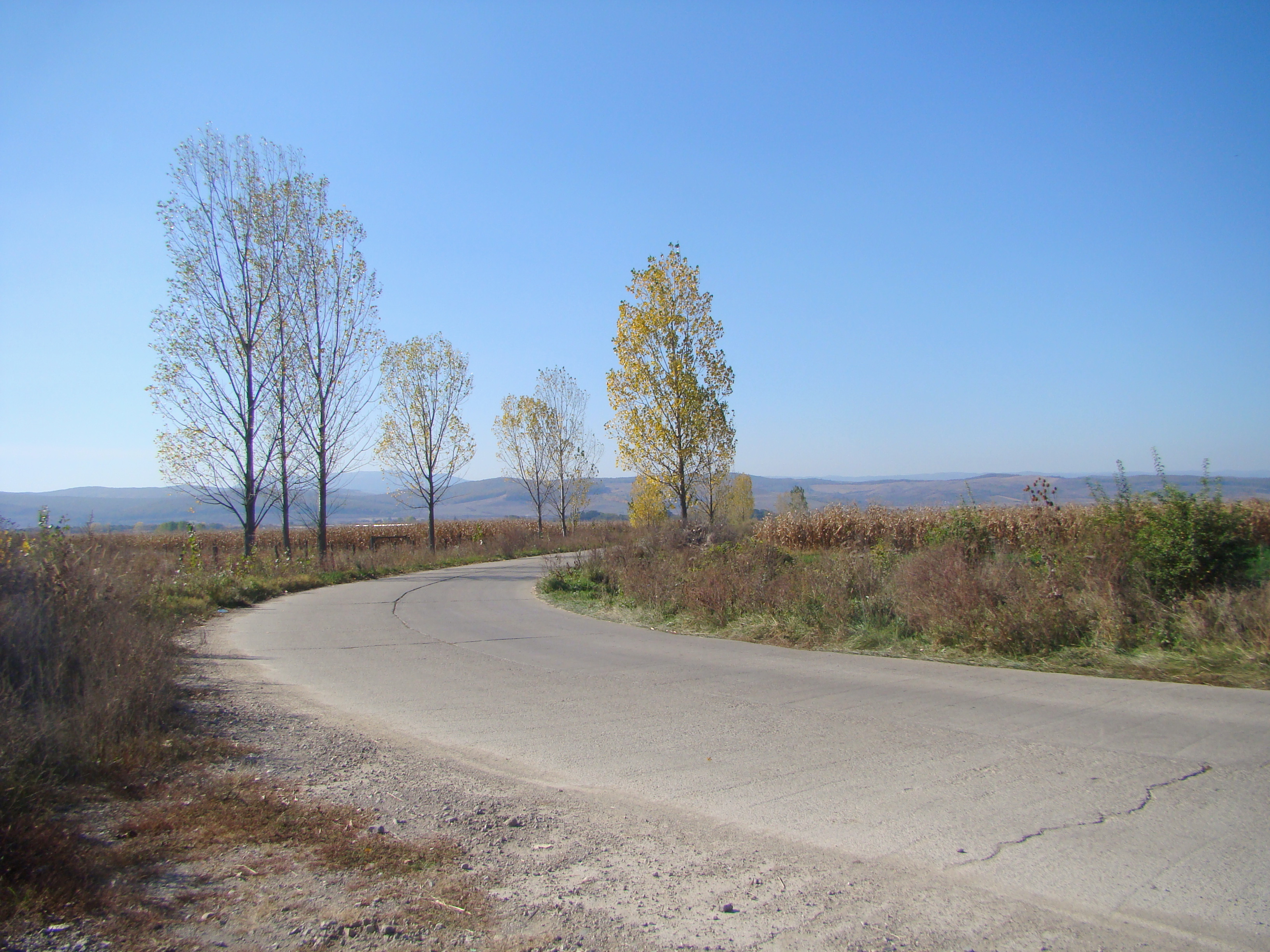
Drumul Bretea Română-Vâlcelele Bune
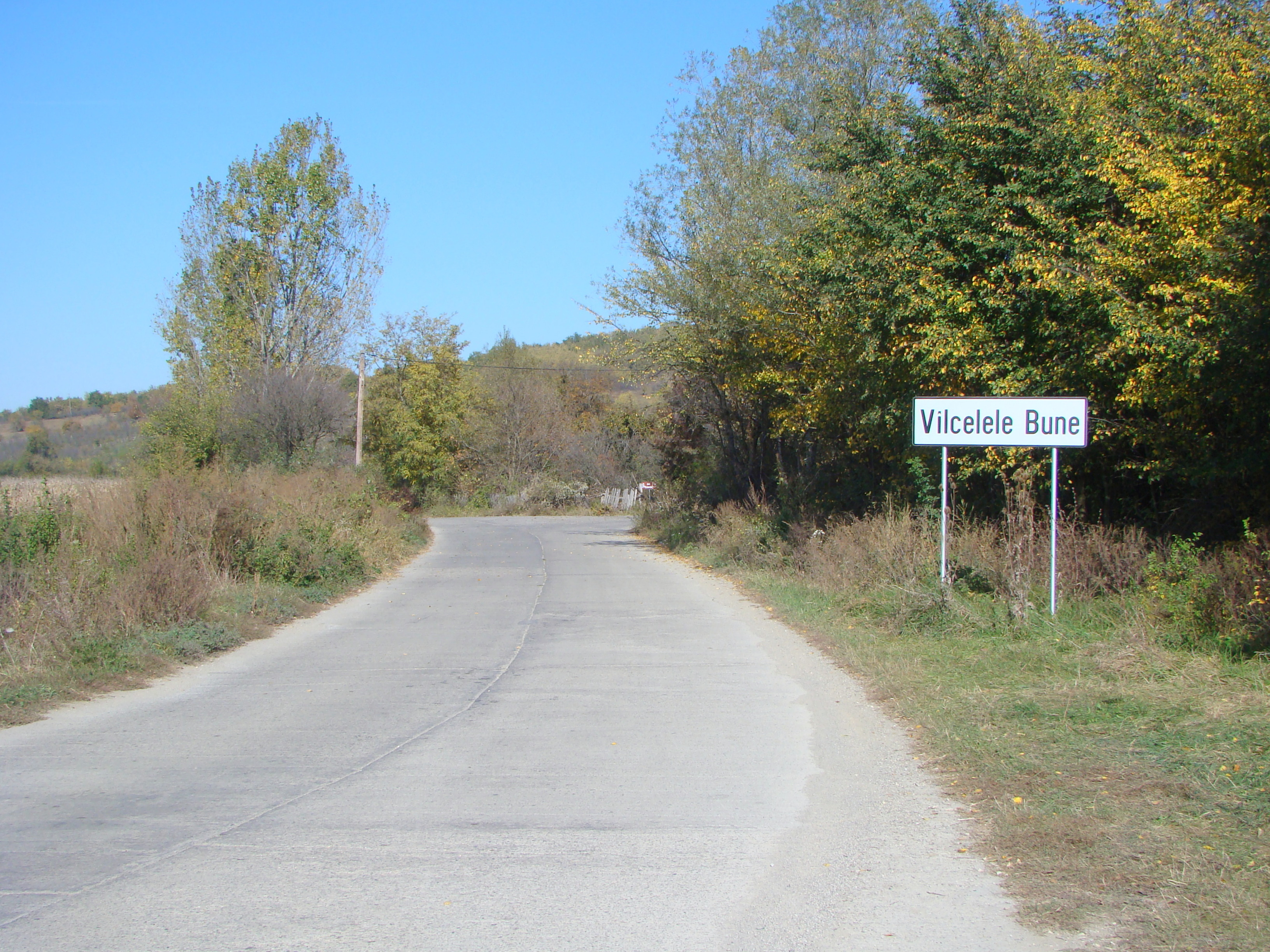
Intrarea în localitate
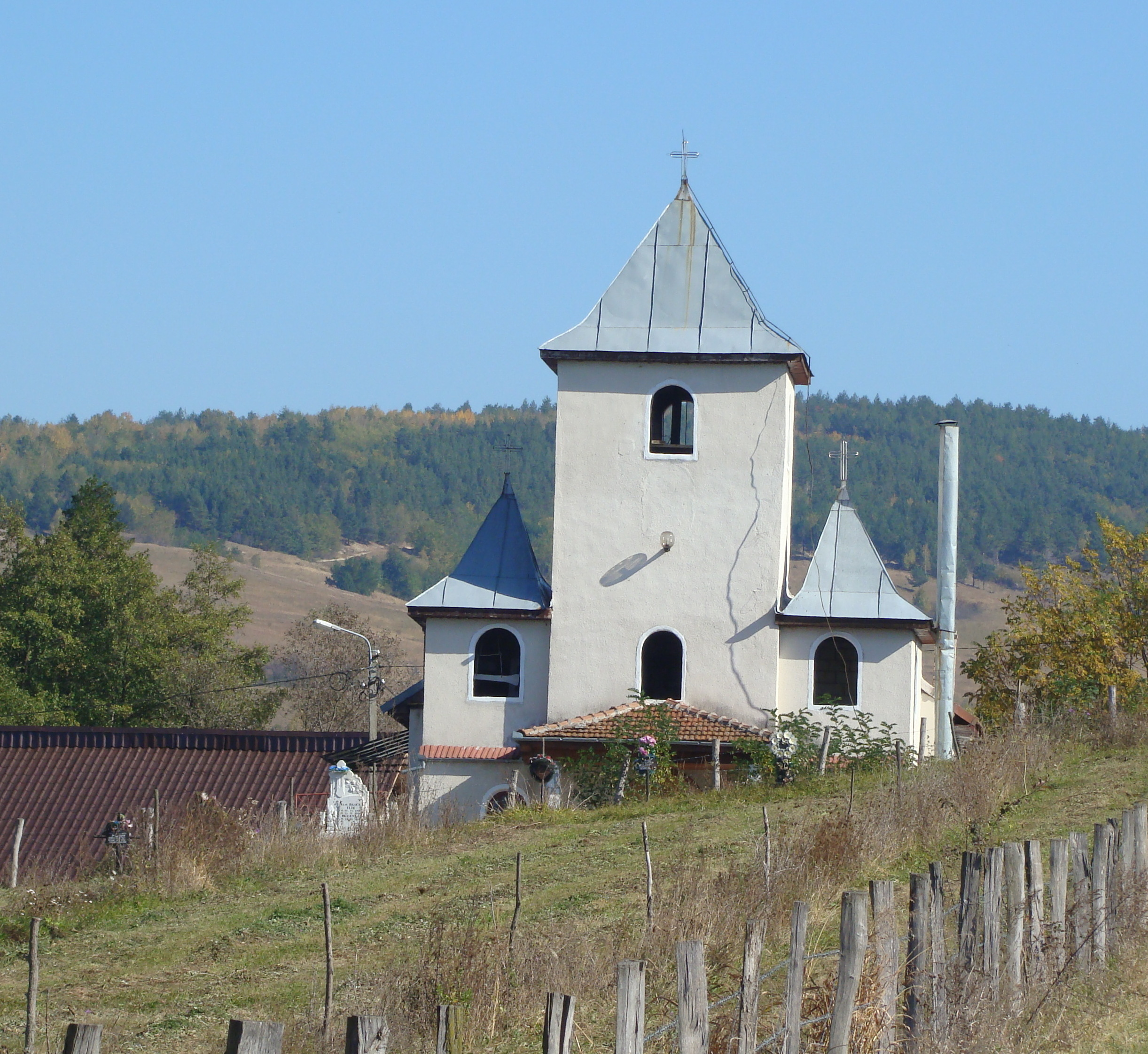
Biserica „Adormirea Maicii Domnului” (1994)